# David Butler (cầu thủ bóng đá, sinh năm 1945)
David Butler (sinh ngày 23 tháng 3 năm 1945) là một cựu cầu thủ bóng đá người Anh có hơn 350 lần ra sân ở Giải vô địch từ năm 1964 đến năm 1976.

## Sự nghiệp
Sinh ra ở Thornaby-on-Tees, thi đấu ở vị trí hậu vệ cho Stockton, Workington và Watford.